# Kurt Hasse
Kurt Hasse, nemški jahač in častnik, * 7. februar 1907, † 9. januar 1944, Sovjetska zveza.
Nadporočnik Hasse je bil član nemške jahalne ekipe, ki je na poletnih olimpijskih igrah leta 1936 osvojila vse zlate medalje v vseh 6 disciplinah; do sedaj prvi in edini tak uspeh.